# Bang Min-ah
Bang Min-ah (Hangul: 방민아: ur. 13 maja 1993 w Inczonie) – południowokoreańska piosenkarka i aktorka. Jest także członkinią grupy Girl’s Day.

## Życiorys
Bang Min-ah urodziła się 13 maja 1993 roku w Inczonie w Korei Południowej. Uczęszczała do szkoły podstawowej Inczon Sungji, następnie do gimnazjum North Inczon Girls, szkoły średniej Jinsun Girls. Ukończyła studia na Uniwersytecie Dongduk Women’s.
9 lipca 2010 roku zadebiutowała jako „Minah” członek grupy Girl’s Day w programie KBS Music Bank, z piosenką „Tilt My Head”.
Natomiast jej debiut aktorski miał miejsce w serii „Roller Coaster”, w stacji tvN. Następnie wystąpiła w sitcomie Vampire Idol w 2011 roku.
W 2013 roku pierwszy raz zadebiutowała w filmie „Holly”, grając w nim licealistkę, która aspiruje do roli baletnicy. Za rolę w tym filmie otrzymała nagrodę Rookie Actress Award na Międzynarodowym Festiwalu Filmowym w Gwangju. W tym samym roku Minah została gospodarzem programu muzycznego Inkigayo, który opuściła w styczniu 2014 roku. Następnie została obsadzona w swoim drugim filmie, komedii familijnej „Dad for Rent” i serialu internetowym „The Best Future” wyprodukowanym przez firmę Samsung.
W 2015 roku Minah wystąpiła w piątym sezonie „Law Of The Jungle”. W tym samym roku wydała swój mini album „I Am A Woman Too”. Od 13 do 16 kwietnia, Minah spotykała się z fanami, z Japonii, w Osace, Nagoi, Tokio i dzielnicy Shibuya. Zagrała również w serialu „Sweet, Savage Family”.
W 2016 roku Minah zagrała główną rolę w serialu telewizji SBS „Beautiful Gong Shim”.
11 listopada 2017 roku wydała solowy singiel cyfrowy „Other Way”
W 2019 roku Minah powróciła na mały ekran w głównej roli w serialu „My Absolute Boyfriend”, opartym na japońskiej serii mang o tej samej nazwie. 29 marca podpisała umowę z Yooborn Entertainment, po tym, jak nie przedłużyła kontraktu z Dream T Entertainment.

## Dyskografia

### Mini-Album
- 2015 I Am a Woman Too

### Single
- 2014 „Holding Hands” with DinDin
- 2014 „Whatever” MC Mong feat. Min-ah
- 2015 „This Is Strange” feat. Kanto
- 2017 „11°"

### Soundtrack
- 2010 „Cracked the Moon”
- 2010 „Only Once”
- 2014 „You, I”
- 2014 „Tell Me”
- 2014 „One Person”
- 2015 „아니” (No) with Lee Min-hyuk
- 2016 „My First Kiss”
- 2016 Look

## Filmografia

### Seriale
- Baby Faced Beaut (KBS2, 2011)
- Vampire Idol (MBN, 2011) jako Min-ah
- Family (KBS2, 2012)
- Master’s Sun (SBS, 2013) jako Kim Ga-young
- The Miracle (SBS, 2013) jako Cha Eun-sang
- The Best Future (Serial internetowy, 2014) jako Mi-rae
- Sweet, Savage Family (MBC, 2015) jako Baek Hyun-ji
- Beautiful Gong Shim (SBS, 2016) jako Gong Shim
- My Absolute Boyfriend (SBS, 2019) jako Uhm Da-da
- Check Out the Event (iQIYI, MBC, 2021) jako Ha Song Yi

### Filmy
- 2013 Holly jako Wani
- 2014 Dad for Rent jako Bomi
- 2021 Snowball jako Kang Yi